# ルチェ
ルチェ（Luče (pri Ljubnem), ドイツ語：Leutsch）は、スロベニアの市である。